# 11. Festiwal Polskich Filmów Fabularnych w Gdańsku
11. Festiwal Polskich Filmów Fabularnych odbył się w 1986 w Gdańsku.

## Filmy konkursowe
Bohater roku, reż. Feliks Falk
Chrześniak, reż. Henryk Bielski
Cudzoziemka, reż. Ryszard Ber
Czas nadziei, reż. Roman Wionczek
Diabeł, reż. Andrzej Żuławski
Dziewczęta z Nowolipek, reż. Barbara Sass
Epizod Berlin-West, reż. Mieczysław Waśkowski
Ga, ga. Chwała bohaterom, reż. Piotr Szulkin
Jezioro Bodeńskie, reż. Janusz Zaorski
Kochankowie mojej mamy, reż. Radosław Piwowarski
Lucyna, reż. Andrzej Barański
Na całość, reż. Franciszek Trzeciak
Nad Niemnem, reż. Zbigniew Kuźmiński
Osobisty pamiętnik grzesznika przez niego samego spisany, reż. Wojciech Jerzy Has
Potrzask, reż. Józef Małocha
Problemat profesora Czelawy, reż. Zygmunt Lech
Przez dotyk, reż. Magdalena Łazarkiewicz
Rajska jabłoń, reż. Barbara Sass
Sceny dziecięce z życia prowincji, reż. Tomasz Zygadło
Siekierezada, reż. Witold Leszczyński
Spowiedź dziecięcia wieku, reż. Marek Nowicki
Ucieczka, reż. Tomasz Szadkowski
W cieniu nienawiści, reż. Wojciech Żółtowski
Weryfikacja, reż. Mirosław Gronowski
Wielki bieg, reż. Jerzy Domaradzki
Wkrótce nadejdą bracia, reż. Kazimierz Kutz
Wyspa wynalazców (cz. II filmu „Podróże pana Kleksa”), reż. Krzysztof Gradowski
Złoty pociąg, reż. Bohdan Poręba
Zygfryd, reż. Andrzej Domalik

## Jury
- Janusz Majewski (przewodniczący) – reżyser,
- Roman Boniecki
- Zygmunt Kałużyński – krytyk
- Paweł Komorowski – reżyser
- Andrzej Kotkowski – reżyser
- Jerzy Kowalski
- Jan Laskowski – operator
- Michał Misiorny – krytyk
- Wanda Neuman – aktorka
- Zbigniew Safjan – literat
- Jerzy Trunkwalter – krytyk

## Laureaci
Wielka Nagroda Festiwalu – Złote Lwy Gdańskie: Siekierezada, reż. Witold Leszczyński
Nagroda Specjalna Jury: Cudzoziemka, reż. Ryszard Ber
Nagrody Główne – Srebrne Lwy Gdańskie:
- reżyseria filmu kinowego:
  - Feliks Falk Bohater roku,
  - Radosław Piwowarski Kochankowie mojej mamy
- reżyseria filmu telewizyjnego: Jerzy Domaradzki Wielki bieg
- scenariusz: Radosław Piwowarski Kochankowie mojej mamy

Nagrody Indywidualne – Brązowe Lwy Gdańskie:
- najlepszy debiut kinowy: Andrzej Domalik Zygfryd
- najlepszy debiut telewizyjny: Tomasz Szatkowski Ucieczka
- najlepsza rola kobieca: Ewa Wiśniewska Cudzoziemka
- najlepsza rola męska: Krzysztof Pieczyński Jezioro Bodeńskie i Wielki bieg
- najlepsza drugoplanowa rola kobieca: Maria Pakulnis Jezioro Bodeńskie i Weryfikacja
- najlepsza drugoplanowa rola męska: Ludwik Pak Siekierezada
- najlepsze zdjęcia: Krzysztof Pakulski Przez dotyk i Ucieczka
- najlepsza scenografia: Andrzej Przedworski Osobisty pamiętnik grzesznika...
- najlepsza muzyka: Jerzy Maksymiuk Osobisty pamiętnik grzesznika...
- najlepszy montaż: Elżbieta Kurkowska Ga, ga. Chwała bohaterom

- Złoty Talar (nagroda POLKINO): C.K. Dezerterzy, reż. Janusz Majewski